# NGC 812
NGC 812 je galaksija u zviježđu Andromeda.

## Vanjske poveznice
- SEDS: NGC 812